# Le Bourdet
Le Bourdet település Franciaországban, Deux-Sèvres megyében. Lakosainak száma 570 fő (2022. január 1.). Le Bourdet Amuré, Épannes, Prin-Deyrançon, Saint-Georges-de-Rex és Saint-Hilaire-la-Palud községekkel határos.

## Népesség
A település népességének változása:
| Lakosok száma | 567  | 588  | 605  | 584  | 575  | 567  | 568  | 569  | 570  |
|               | 2013 | 2015 | 2016 | 2017 | 2018 | 2019 | 2020 | 2021 | 2022 |